# Андреевское-Туркино
Андреевское-Туркино — упразднённое село на территории Александровского района Владимирской области России. Ныне в черте деревни Перематкино Каринского сельского поселения.

## Название
Название по Андреевской церкви. Ранее именовалась как село Андреевское (Туркино)
, для отличия от других сёл Андреевских в Александровской волости. По спискам населенных мест за 1859 года таких сел было три: под № 547  записано Андреевское (Туркино).
Также известно написание без дефиса (Андреевское Туркино).

## География
Село было расположено на берегу реки Молокча.

### Климат
Климат в местности, как и во всем районе, характеризуется как умеренно континентальный, с умеренно тёплым летом, холодной зимой, короткой весной и облачной, часто дождливой осенью. Среднегодовая температура воздуха — +3,4 °C. Годовое количество атмосферных осадков — 549 миллиметров, из которых большая часть выпадает в тёплый период.

## История
Церковь в селе Андреевском в первый раз упоминается в патриарших окладных книгах 1646 года. Село являлось вотчиной помещиков Баскаковых. По переписным книгам 1678 года при церкви значилось приходских дворов 30, в 1708 году — 20. В 1781 году построена была новая деревянная церковь на средства полковника Николая Ивановича и супруги его Татьяны Леонтьевны Хитрово. В 1839 году деревянный храм за ветхостью сломан, а вместо него помещиком майором Петром Ивановичем Макаровым построен был каменный храм. Престолов в церкви было два: в холодной во имя святого Андрея Критского, в приделе теплом во имя святого Николая Чудотворца. В годы Советской власти церковь была полностью разрушена.
В XIX — начале XX века Андреевское-Туркино входило в состав Махринской волости Александровского уезда.

## Население
В 1859 году в селе Андреевском (Туркино) — 7 дворов и 54 жителей.
В 1905 году в погосте Андреевское-Туркино — 4 двора и 12 жителей, к нему также относились усадьбы Зубова и Баранова.

## Транспорт
Село, по данным 1859 года, находилось по левую сторону Троицкого торгового тракта из г. Александрова в г. Сергиевский посад (Московской губернии).